# Me 2-1
Me 2-1 ist ein planetarischer Nebel im Sternbild Waage, etwa 14.000 Lichtjahre von der Erde entfernt.  Von der Entdeckung des Nebels berichtete Paul Willard Merrill im Jahre 1942.